# Española Cove
Española Cove är en vik i Antarktis. Den ligger på Livingston Island i Sydshetlandsöarna. Argentina, Chile och Storbritannien gör anspråk på området. Forskningsstationen St. Kliment Ohridski ligger 3 kilometer nordost om Española Cove.